# 中圣春秋影视文化
中圣春秋影视文化有限公司是一家中国大陆的娱乐公司，是由中国大陆著名作家海岩创建。海岩作品主要是爱情故事，所以在中国大陆拥有大批年轻读者，而根据他的作品所拍电视剧在大陆地区也取得很好的收视。海岩本人也是锦江集团有限公司副总裁、锦江（北方）管理有限公司董事长、总经理和北京昆仑饭店有限公司董事长，并兼任中国旅游协会副会长、中国旅游饭店业协会会长、中国国有资产青年总裁协会副会长、北京第二外国语学院兼职教授等职。他本名叫侣海岩。

## 旗下的艺人
- 周一围
- 黄明
- 王媛可
- 曹曦文
- 牛萌萌
- 王雅捷
- 张峻宁

## 电视剧作品
其电视剧差不多都是根据海岩自己作品改编而成。
《舞者》
《五星饭店》
《阳光像花一样绽放》
《拿什么拯救你我的爱人》
《玉观音》
《永不瞑目》
《生命如此多情》